# Eudes de Metz
Eudes ou Oto, Odo, Odon de Metz, est un architecte contemporain de Charlemagne. Il est l'architecte de la chapelle palatine d'Aix-la-Chapelle.

## Biographie
D'origine arménienne, Odo de Metz n'est mentionné que dans un manuscrit du IXe siècle ou Xe siècle,, conservé à Vienne en Autriche.
« Insignem hanc dignitatis aulam Karolus caesar magnus instituit, egregius Odo magister explevit. Metensi fotus in urbe quiescit. »
« Charles, le grand César, a fondé ce temple de majesté ; l’excellent maître Eudes l’a construit. Il s’était instruit dans la ville de Metz où il repose. »
Metz est à l'époque l'ancienne capitale du royaume franc d’Austrasie et une éminente ville épiscopale.

## Ses réalisations

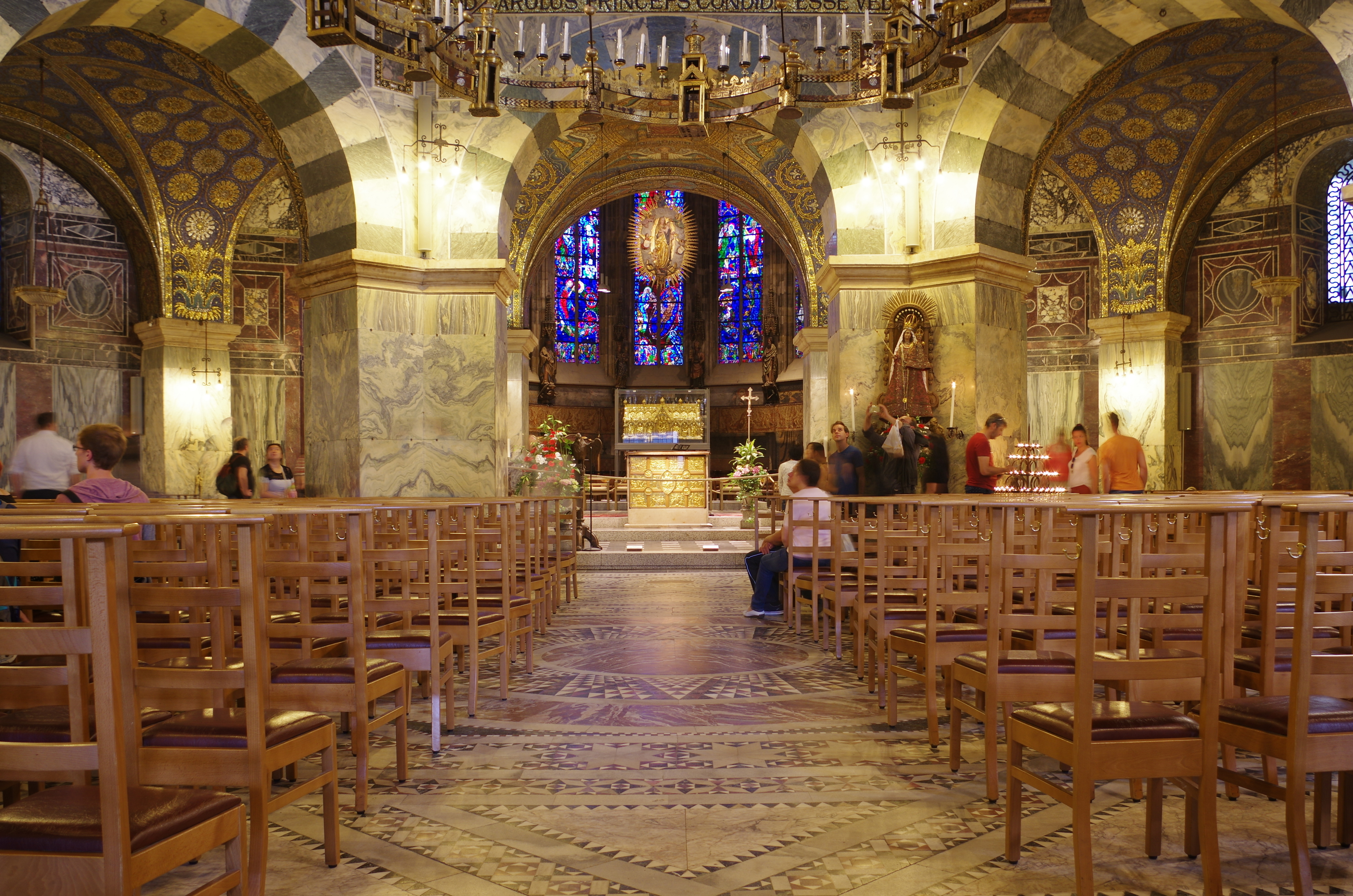
Vue intérieure de la chapelle palatine

On peut lui attribuer sans conteste l'octogone de la chapelle palatine de Charlemagne à Aix-la-Chapelle, où l'empereur fut inhumé en 814. Construite dans le style carolingien, elle date des années 790-800. L'octogone de la chapelle palatine de Charlemagne est en fait la partie la plus ancienne de la cathédrale, qui fut construite autour de l’édifice originel. On lui attribue aussi, sans certitude, l'Oratoire carolingien de Germigny-des-Prés, construit entre 803 et 806, par l'évêque Théodulf d'Orléans. Mais certains auteurs y voient l’œuvre d'un architecte d'origine arménienne.

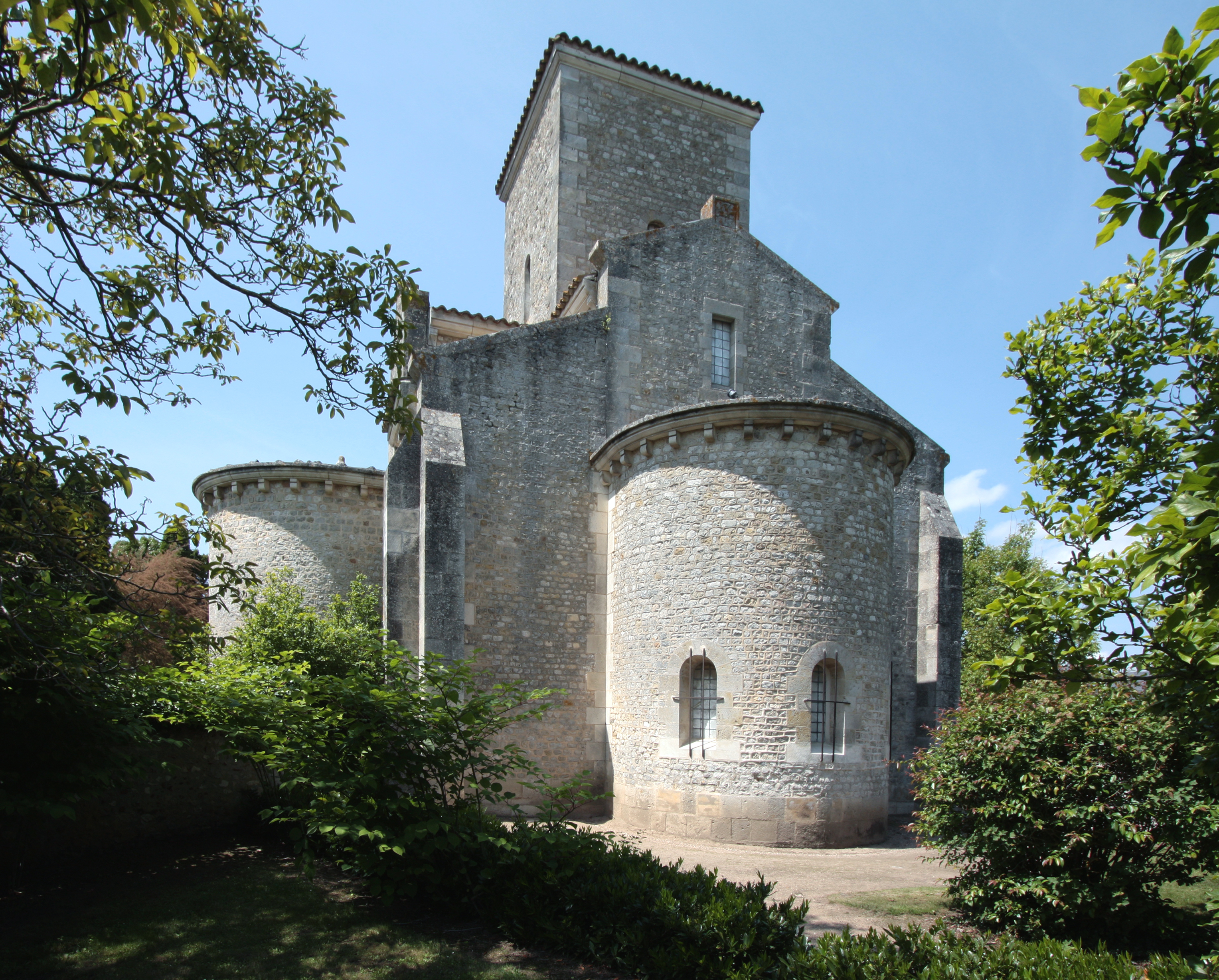
Oratoire de Germigny

Les édifices réalisés par Eudes de Metz présentent un plan polygonal et une élévation élaborée, qui rappellent la basilique Saint-Vital de Ravenne ou des édifices religieux du Proche-Orient. On ne sait pas si Eudes avait vu lui-même ces édifices, ou seulement des croquis qu'on lui avait fait parvenir. Eudes disposait de notions techniques étendues grâce à l'ouvrage De architectura de Vitruve. Il existe en effet de nombreux manuscrits de cet auteur datant de l'époque carolingienne.
- le palais impérial d'Aix-la-Chapelle et sa chapelle palatine commandés par Charlemagne ;
- l'oratoire de Germigny-des-Prés commandé par le wisigoth Théodulphe pour son usage privé, aujourd'hui l'église de Germigny-des-Prés.

## Sources
- Günther Binding: Odo von Metz. In: Lexikon des Mittelalters. vol 6, Artemis & Winkler, München/Zürich, 1993.
- Philippe Jaffé : Bibliotheca rerum germanicarum tomus quartus. Monumenta carolina, vol 4, Berlin, 1867.